# Jim Cleamons
James Mitchell Cleamons, detto Jim (Lincolnton, 13 settembre 1949), è un ex cestista e allenatore di pallacanestro statunitense, professionista nella NBA.

## Carriera
Venne selezionato dai Los Angeles Lakers al primo giro del Draft NBA 1971 (13ª scelta assoluta).
Con gli Stati Uniti disputò le Universiadi di Torino 1970.

## Statistiche

### NBA

#### Regular Season
| Anno       | Squadra             | PG  | PT | MP   | TC%  | 3P%  | TL%  | RP  | AP  | PRP | SP  | PP   |
| ---------- | ------------------- | --- | -- | ---- | ---- | ---- | ---- | --- | --- | --- | --- | ---- |
| 1971-1972† | L.A. Lakers         | 38  | -  | 5,3  | 35,0 | -    | 77,8 | 1,0 | 0,9 | -   | -   | 2,6  |
| 1972-1973  | Cleveland Cavaliers | 80  | -  | 17,4 | 45,4 | -    | 74,3 | 2,1 | 2,6 | -   | -   | 5,7  |
| 1973-1974  | Cleveland Cavaliers | 81  | -  | 20,3 | 43,3 | -    | 69,9 | 2,8 | 2,8 | 0,8 | 0,2 | 7,0  |
| 1974-1975  | Cleveland Cavaliers | 74  | -  | 36,4 | 48,0 | -    | 79,6 | 4,4 | 5,1 | 1,1 | 0,3 | 11,9 |
| 1975-1976  | Cleveland Cavaliers | 82  | 82 | 34,6 | 46,6 | -    | 79,8 | 4,3 | 5,2 | 1,5 | 0,2 | 12,2 |
| 1976-1977  | Cleveland Cavaliers | 60  | -  | 34,1 | 43,4 | -    | 75,7 | 4,6 | 5,1 | 1,1 | 0,4 | 10,4 |
| 1977-1978  | N.Y. Knicks         | 79  | -  | 25,4 | 48,0 | -    | 78,6 | 2,7 | 3,6 | 0,9 | 0,2 | 6,5  |
| 1978-1979  | N.Y. Knicks         | 79  | -  | 30,3 | 47,3 | -    | 76,0 | 2,8 | 4,8 | 0,9 | 0,1 | 9,5  |
| 1979-1980  | N.Y. Knicks         | 22  | -  | 11,5 | 43,5 | 37,5 | 80,0 | 0,9 | 1,8 | 0,6 | 0,1 | 3,4  |
| 1979-1980  | Washington Bullets  | 57  | -  | 26,9 | 48,3 | 17,4 | 73,5 | 2,3 | 4,4 | 0,8 | 0,2 | 7,8  |
| Carriera   | Carriera            | 652 | 82 | 26,1 | 46,0 | 22,6 | 76,5 | 3,0 | 3,9 | 1,0 | 0,2 | 8,3  |

#### Playoffs
| Anno     | Squadra             | PG | PT | MP   | TC%  | 3P% | TL%  | RP  | AP  | PRP | SP  | PP   |
| -------- | ------------------- | -- | -- | ---- | ---- | --- | ---- | --- | --- | --- | --- | ---- |
| 1972†    | L.A. Lakers         | 6  | -  | 2,8  | 57,1 | -   | -    | 0,7 | 0,7 | -   | -   | 1,3  |
| 1976     | Cleveland Cavaliers | 13 | -  | 38,7 | 39,7 | -   | 82,5 | 5,5 | 4,7 | 0,6 | 0,2 | 13,8 |
| 1978     | N.Y. Knicks         | 6  | -  | 21,2 | 38,9 | -   | 100  | 2,2 | 3,8 | 0,5 | 0,0 | 5,7  |
| 1980     | Washington Bullets  | 2  | -  | 10,0 | 0,0  | -   | -    | 0,5 | 0,5 | 0,5 | 0,0 | 0,0  |
| Carriera | Carriera            | 27 | -  | 24,7 | 39,6 | -   | 84,8 | 3,3 | 3,3 | 0,6 | 0,1 | 8,2  |

## Palmarès

### Giocatore
- Campionato NBA: 1

Los Angeles Lakers: 1972
- NBA All-Defensive Second Team (1976)